# 椒雀鯛
椒雀鯛（学名：Plectroglyphidodon sagmarius），为條鰭魚綱鱸形目雀鯛科椒雀鯛屬的其中一種，分布於中太平洋東部的馬克薩斯群島，深度0至18公尺，本魚體呈卵圓形且側扁，成魚的體色在頭部上白色，有一條寬的褐色橫帶; 在身體上有3條黃褐色橫帶;在尾梗上的一個大的黑色鞍狀斑，背鰭硬棘部黃色，背鰭基部在幼魚有一個大的橢圓黑色的斑點且伴隨著一個亮白色的斑點在尾梗的前部，背鰭硬棘7枚、背鰭軟條14-15枚、臀鰭硬棘2枚、臀鰭軟條11-12枚，體長可達4.6公分，棲息在礁石區，以藻類為食，繁殖期時成對出現，雄魚會守護魚卵。